# 南上神村
南上神村（みなみにわむら）は、かつて大阪府に存在した村である。現在の堺市南区の一部にあたる。

## 歴史
- 1889年（明治22年）4月1日、 町村制施行により、大鳥郡釜室村、逆瀬川村、畑村、富蔵村、鉢ヶ峯寺村の区域をもって成立。大字富蔵に村役場を設置。
- 1894年（明治27年）11月10日、大鳥郡中上神村と新設合併して上神谷村が発足。同日南上神村廃止。